# Lomsjön (Vårdinge socken, Södermanland)
Lomsjön är en sjö i Södertälje kommun i Södermanland och ingår i Trosaåns huvudavrinningsområde. Lomsjön ligger i Stora Envättern Natura 2000-område. Sjön är 3 meter djup, har en yta på 0,004 kvadratkilometer och befinner sig 62 meter över havet.